# ハンス・ファイト・ツー・テーリンク＝イェッテンバッハ

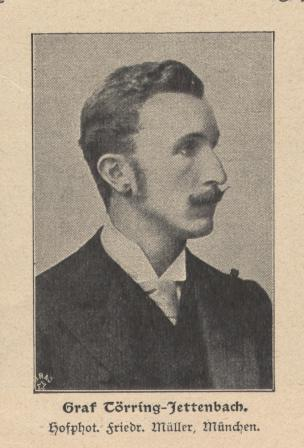
ハンス・ファイト・ツー・テーリンク＝イェッテンバッハ伯爵、1898年

ハンス・ファイト（3世）・マクシミリアン・カスパー・ツー・テーリンク＝イェッテンバッハ（Hans Veit (III.) Maximilian Kaspar Graf zu Toerring-Jettenbach, 1862年4月7日 アウクスブルク - 1929年10月29日 ミュンヘン）は、ドイツ・バイエルン王国の貴族、政治家。伯爵。

## 生涯
クレメンス・マリア・ツー・テーリンク＝イェッテンバッハ伯爵とその妻の伯爵令嬢フランツィスカ・フォン・パウムガルテンの間の長男として生まれ、1891年に父が死ぬとテーリンク伯爵家の家督を継いだ。1898年7月26日にミュンヘンにおいて、バイエルン王室に連なる上級貴族であるバイエルン公カール・テオドールの娘ゾフィーと結婚した。この結婚を通じてベルギー王アルベール1世、バイエルン王子ループレヒト（のち王太子）の義兄となった。この親族関係もあって、摂政宮ルイトポルト王子から侯爵（フュルスト）への昇格を打診されたが、辞退した。
バイエルン参議院における自由主義野党勢力の代弁者であり、民主主義者であると噂されていた。社会福祉政策に精通しており、ミュンヘンの住宅難への対策案、農場経営や林業経営における労働協約締結の要求への対策案を提案していた。使用者として召使や農場労働者に模範的な金額の失業給付を支払っていたが、これは自らに付けられた「赤い伯爵（Roter Graf）」という呼び名を意識した行動だったと言われる。
1918年初め、ベルン駐在ベルギー公使フェルナン・ペルゼ（Fernand Peltzer）を通じてベルギー政府と接触している。しかし1918年8月23日、テーリンクは帝国国務大臣パウル・フォン・ヒンツェ宛ての書簡において、ベルギーとの和平交渉は無駄に終わったと通告している。ヴァイマル共和国時代になっても、他のドイツ貴族と同様に家名の一部として貴族称号の使用を許された。1921年9月にグスタフ・フォン・カールがバイエルン州首相を辞職した際、バイエルン人民党から次期首相の座を提供されたが、辞退している。
1897年、居城ゼーフェルト城に建築家ガブリエル・フォン・ザイトル設計による列拱廊付きのオランジュリーを建てた。1916年以降、所領内のアウバッハ渓谷の土地改良を進めた。またヴィッダースベルク池とピルゼン湖の間に16の養魚池を設け、そのうち6つが現在も養魚池として使用されている。
妻ゾフィーとの間に2男1女をもうけた。
- カール・テオドール（1900年 - 1967年） - 1934年、ギリシャ王女エリサヴェトと結婚
- マリー・ジョゼ・アントニア・フランツィスカ・エリーザベト・ガブリエーレ・ギーゼラ（1902年 - 1988年）
- ハンス・ヘリベルト・ヴィルヘルム・ファイト・アドルフ（1903年 - 1977年） - 1938年にヴィクトリア・リンドペイントナー（Victoria Lindpaintner）と結婚（1947年婚姻無効）、1947年に男爵令嬢マリア・インマクラータ・ヴァルトボット・フォン・バッセンハイム（オーストリア大公フリードリヒの孫娘）と再婚

## 引用
1. ↑  Michael Graeter, Erb-Graf Toerring heiratete in aller Stille "Pellegrino"-Prinzessin
2. ↑  http://www.reichstagsprotokolle.de/Blatt2_wv_bsb00000022_00626.html http://www.reichstagsprotokolle.de/Blatt2_wv_bsb00000022_00683.html
3. ↑  Peter Acht, Walter Koch, Auxilia historica: Festschrift für Peter Acht zum 90. Geburtstag, 2001, S. 505, S. 422f
4. ↑  Gemeinde Seefeld: Straßennamen